# ميغيل فرنسيسكو بيريرا
ميغيل فرنسيسكو بيريرا (بالبرتغالية: Miguel Francisco Pereira‏) (23 أغسطس 1975 بأنغولا - ) هو لاعب كرة قدم أنغولي في مركز الهجوم، شارك في كأس الأمم الأفريقية 1998. وشارك مع منتخب أنغولا لكرة القدم. أما مع النوادي، فقد لعب مع شالكه 04 وفاتنشايد 09 ونادي سانت باولي ونادي بروسيا مونستر وVfB Hüls ‏ وTSV 1860 Munich II ‏.

## وصلات خارجية
- ميغيل فرنسيسكو بيريرا على موقع قاعدة بيانات كرة القدم.إي يو (الإنجليزية)
- ميغيل فرنسيسكو بيريرا على موقع بيانات كرة القدم. دي إي (الألمانية)
- ميغيل فرنسيسكو بيريرا على موقع ناشيونال فوتبول تيمز (الإنجليزية)
- ميغيل فرنسيسكو بيريرا على موقع عالم كرة القدم.نت (الإنجليزية)